# 토즈 (임대업)
피투피시스템즈(P2P Systems)는 스터디, 워크, 모임 등을 위한 공간을 제공해주는 대한민국의 기업으로, 토즈(TOZ)라는 브랜드를 사용하고 있다.

## 사업 분야
피투피시스템즈의 대표 김윤환은 사업 분야에 대해 "우리 사업의 본질은 부동산 임대업"이라면서, "건물주에게 빌린 공간을 다른 사용자에게 재임대하는 것"이라고 정의를 내렸다. 그러면서 "단순히 공간을 빌려주는 것이 아니라, 사용자의 목적에 맞게 공간을 재구성하는 것이 중요"하다고 설명했다.

### 상세
전국에 386개 지점을 두고 있다. 이 지점들은 크게 스터디 등 소형 모임~세미나 등 대형 모임을 위한 공간인 모임센터(MoimCenter), 공부를 위한 독서실인 스터디센터(StudyCenter), 사무 및 비즈니스를 위한 사무실인 워크센터(WorkCenter)로 구분된다. 전국의 모임센터 지점은 21개, 스터디센터 지점은 356개, 워크센터 지점은 9개이다.
토즈 스터디센터는 국내 최대 독서실 체인점으로 꼽힌다. 토즈 스터디센터는 2018년 서울 지점 기준으로 초·중·고교생은 월 15만~18만원, 성인은 월 22만원 수준의 이용료를 내고 이용할 수 있다.

## 기타
모바일 게임 애니팡의 개발사 이름인 '선데이토즈'(SundayTOZ)가 여기에서 유래되었다.